# Ли Тхэ Хо
Ли Тхэ Хо (кор. 이태호; 29 января 1961, Тэджон) — южнокорейский футболист, нападающий. Финалист Кубка Азии 1988.

## Карьера

### Клуб
Родился 29 января 1961 года в городе Тэджон. Занимался футболом в Университете Кореи.
В профессиональном футболе дебютировал в 1983 году выступлениями за команду «Дэу Ройалс», цвета которой и защищал на протяжении всей своей карьеры, которая продолжалась десять лет. За это время завоевал титул клубного чемпиона Азии 1986 года, а также трижды становился чемпионом Южной Кореи — в 1984, 1987 и 1991 годах.

### Сборная
В 1979 году привлекался в состав молодежной сборной Южной Кореи. На молодежном уровне сыграл в 3 официальных матчах, забил 1 гол.
В 1980 году, ещё играя за университетскую команду, дебютировал в официальных матчах в составе национальной сборной Южной Кореи. В том же году он занял 2-е место на Кубке Азии вместе со сборной Южной Кореи. В течение карьеры в национальной команде, которая длилась 11 лет, провёл в форме главной команды страны 72 матча, забив 27 голов.
В составе сборной был участником чемпионата мира 1986 года в Мексике, чемпионата мира 1990 года в Италии. Также принимал участие в футбольном турнире домашних для корейцев летних Олимпийских игр 1988 года.

### Тренерская работа
Вскоре после завершения выступлений на футбольном поле начал работать футбольным тренером. Сначала он тренировал университетскую команду, а в 1999 году вошел в тренерский штаб профессионального клуба «Тэджон Ситизен». За два года, в 2001, стал главным тренером этой команды, которую возглавлял лишь до 2002 года. Вторую половину 2000-х снова работал с университетскими командами.
В 2011 году некоторое время проработал в Непале с командой клуба «Мананг Маршянгди», после чего в том же году стал главой тренерского штаба сборной Китайского Тайбэя, в которой также надолго не задержался.

## Достижения
«Дэу Ройалс»
- Чемпион Южной Кореи (3): 1984, 1987, 1991
- Обладатель Азиатского Кубка чемпионов: 1986